# ジム・ガービン
ジム・ガービン（Jim Garvin、本名：James Williams、1952年9月25日 - ）は、アメリカ合衆国のプロレスラー。フロリダ州タンパ出身。
1980年代を全盛期に、当時としては目新しかった女性マネージャーを従えたヒールとして、NWAの南部テリトリーやAWAなどで活動した。

## 来歴
9歳の頃にレスリングを始め、1968年11月1日に17歳でデビュー。当初はボウ・ジェームズ（Beau James）のリングネームを用いたが、マネージャーを務めていたテリー・ガービンおよび義父のロニー・ガービンの「弟」というギミックのもと、ジム・ガービン（Jim Garvin）と改名。以降、ヒールの兄弟タッグチーム「ガービン・ブラザーズ」の末弟として、モントリオール、テネシー、地元のフロリダなど各地を転戦してキャリアを積む。ガービン・ブラザーズ解散後はベビーフェイスとなり、1977年7月4日にテネシー州メンフィスにて、カウボーイ・ボブ・エリスと組んでデニス・コンドリー&フィル・ヒッカーソンからNWA南部タッグ王座を奪取、タイトル初戴冠を果たした。
1978年より、エディ・グラハムの主宰する地元フロリダのCWFに定着。ジャック・ブリスコやスティーブ・カーンのパートナーを務め、ボブ・ループ、ディック・スレーター、ジョー・ルダック、バグジー・マグロー、キング・イヤウケアなどのヒール勢とタイトルを争った。 1979年1月9日にはスレーターを破りNWAフロリダ・ヘビー級王座を獲得、3月31日にはソー・ザ・バイキングからフロリダ版のNWA南部ヘビー級王座を奪取している。
1980年10月、CWFとの提携ルートを持っていた新日本プロレスの『闘魂シリーズ』に初来日したが、同シリーズには当時「まだ見ぬ強豪」として話題を集めていたポール・オーンドーフも初来日しており、ハルク・ホーガンの2度目の来日とも重なって、ガービンが注目されることはなかった。帰国後はビル・ワット主宰のMSWAに参戦して、1981年3月にアーニー・ラッドを下してルイジアナ・ヘビー級王座を獲得。1982年からは古巣のCWFでヒールに転向、バリー・ウインダムやミスター・レスリング2号、スウィート・ブラウン・シュガーらと抗争した。
ヒールターン後の1983年、"ゴージャス" ジミー・ガービン（"Gorgeous" Jimmy Garvin）と名乗ってテキサス州ダラスのWCCWに登場。従妹の「サンシャイン（Sunshine）」ことバレリー・フレンチを女性マネージャーとして帯同し、3月にデビッド・フォン・エリックからNWAテキサス・ヘビー級王座を、7月25日にはケビン・フォン・エリックからNWAアメリカン・ヘビー級王座をそれぞれ奪取した。抗争相手のクリス・アダムスにサンシャインを奪われると、今度は妻のパティ・ウィリアムスを「プレシャス（Precious）」と名乗らせて新しいマネージャーに起用、アダムス&サンシャイン対ガービン&プレシャスのミックスド・タッグマッチも行われた。
1984年8月には、プレシャスを同伴して全日本プロレスの『スーパー・パワー・シリーズ』に来日。当時まだ日本では女性マネージャーの存在が珍しかったこともあって、4年前の新日本プロレスでの初来日時とは比較にならないほどの注目を浴び、9月6日に大阪府立体育館にて天龍源一郎のUNヘビー級王座に挑戦した。シリーズ中はドリー・ファンク・ジュニアとのシングルマッチも行われたほか、同時来日していたNWA世界ヘビー級王者リック・フレアーともタッグを組み、ジャンボ鶴田&天龍の鶴龍コンビと対戦している。
1985年からはバーン・ガニア主宰のAWAに進出し、リック・マーテルが保持していたAWA世界ヘビー級王座に再三挑戦。タッグではミスター・エレクトリシティことスティーブ・リーガルをパートナーに、9月29日にミネソタ州セントポールにてロード・ウォリアーズからAWA世界タッグ王座を奪取。翌1986年1月18日にスコット・ホール&カート・ヘニングに敗れるまで保持した。
王座陥落後はジム・クロケット・ジュニアの運営するNWAミッドアトランティック地区（MACW）に参戦、ワフー・マクダニエルとの抗争を経て、1987年よりベビーフェイスに転向。プレシャスを巡るリック・フレアーとのアングルも組まれ、4月から7月にかけてフレアーのNWA世界ヘビー級王座に再三挑戦した。ロニーとのガービン・ブラザーズも復活させ、1988年はバーシティ・クラブと抗争を展開したが、9月に足を負傷してしばらく欠場することになる。
1989年、ジミー "ジャム" ガービン（Jimmy "Jam" Garvin）と名乗り、WCCW時代の旧友マイケル・ヘイズが再編したファビュラス・フリーバーズの新メンバーとして、MACWを買収したテッド・ターナーのWCWにて復帰。6月14日にはトーナメントの決勝でボビー・イートンとスタン・レーンのミッドナイト・エクスプレスを下してNWA世界タッグ王座を獲得した。以降もロックンロール・エクスプレスやリック&スコットのスタイナー・ブラザーズなどと抗争、1991年2月24日には黒人タッグチームのドゥーム（ロン・シモンズ&ブッチ・リード）を破り、WCW世界タッグ王座にも戴冠している。
1993年にWCWを離れ、古巣ダラスの新団体GWFに参戦。テリー・ゴディとフリーバーズを再結成し、1994年6月3日にブラック・バート&ジョニー・ホークからGWFタッグ王座を奪取した。これが最後のタイトル戴冠となり、同年に現役を引退。その後はUSエアウェイズのパイロットに転じた。
2016年、ファビュラス・フリーバーズのメンバーとして、ヘイズ、ゴディ、バディ・ロバーツと共にWWE殿堂に迎えられた。

## 得意技
- ブレーンバスター[23]
- 911 (シットダウン・ジョー・ブレーカー[23])
- DDT[23]

## 獲得タイトル
NWAミッドアメリカ
- NWA南部タッグ王座（ミッドアメリカ版）：1回（w / ボブ・エリス）[4]

チャンピオンシップ・レスリング・フロム・フロリダ
- NWAフロリダ・ヘビー級王座：2回[5]
- NWA南部ヘビー級王座（フロリダ版）：2回[6]
- NWA USタッグ王座（フロリダ版）：2回（w / キラー・カール・コックス）[24]
- NWAフロリダ・タッグ王座：2回（w / スティーブ・カーン、ジャック・ブリスコ）[25]
- NWAフロリダ・グローバル・タッグ王座：1回（w / ビッグ・ジョン・スタッド）[26]

NWAトライステート / ミッドサウス・レスリング・アソシエーション
- NWA USタッグ王座（トライステート版）：1回（w / Herb Calvert）[27]
- ミッドサウス・ルイジアナ・ヘビー級王座：1回[8]

ワールド・クラス・チャンピオンシップ・レスリング
- NWAアメリカン・ヘビー級王座：4回[12]
- NWAテキサス・ヘビー級王座：1回[11]
- WCCWテレビジョン王座：1回[28]

アメリカン・レスリング・アソシエーション
- AWA世界タッグ王座：1回（w / スティーブ・リーガル）[17]

ミッドアトランティック・チャンピオンシップ・レスリング
- NWA世界タッグ王座（ミッドアトランティック版）：1回（w / マイケル・ヘイズ）[19]

ワールド・チャンピオンシップ・レスリング
- WCW USタッグ王座：2回（w / マイケル・ヘイズ）[29]
- WCW世界タッグ王座：1回（w / マイケル・ヘイズ）[20]
- WCW世界6人タッグ王座：1回（w / マイケル・ヘイズ&バッドストリート）[30]

グローバル・レスリング・フェデレーション
- GWFタッグ王座：1回（w / テリー・ゴディ）[21]

ワールド・レスリング・エンターテインメント
- WWE殿堂：2016年度（w / マイケル・ヘイズ、テリー・ゴディ、バディ・ロバーツ）[22]